# Величанствени рогоња
„Величанствени рогоња” је југословенски ТВ филм из 1969. године. Режирао га је Миленко Маричић а сценарио су написали Мирослав Караулац и Фернанд Кромленк.

## Улоге
| Глумац                | Улога   |
| --------------------- | ------- |
| Михаило Миша Јанкетић | Бруно   |
| Светлана Бојковић     | Стела   |
| Предраг Тасовац       | Конте   |
| Милан Лане Гутовић    | Естриго |
| Милутин Бутковић      | Петрус  |
| Јожа Рутић            | Кмет    |
| Марко Тодоровић       | Пастир  |

Остале улоге ▼
| Глумац           | Улога     |
| ---------------- | --------- |
| Томанија Ђуричко | Дадиља    |
| Ђурђија Цветић   | Корнелија |
| Зорана Пауљев    | Флоранса  |
| Бранко Милићевић | Младић    |